# Francesco Scannelli
Francesco Scannelli (Forlì, 1616 – 1663) è stato uno storico dell'arte e medico italiano.

## Biografia

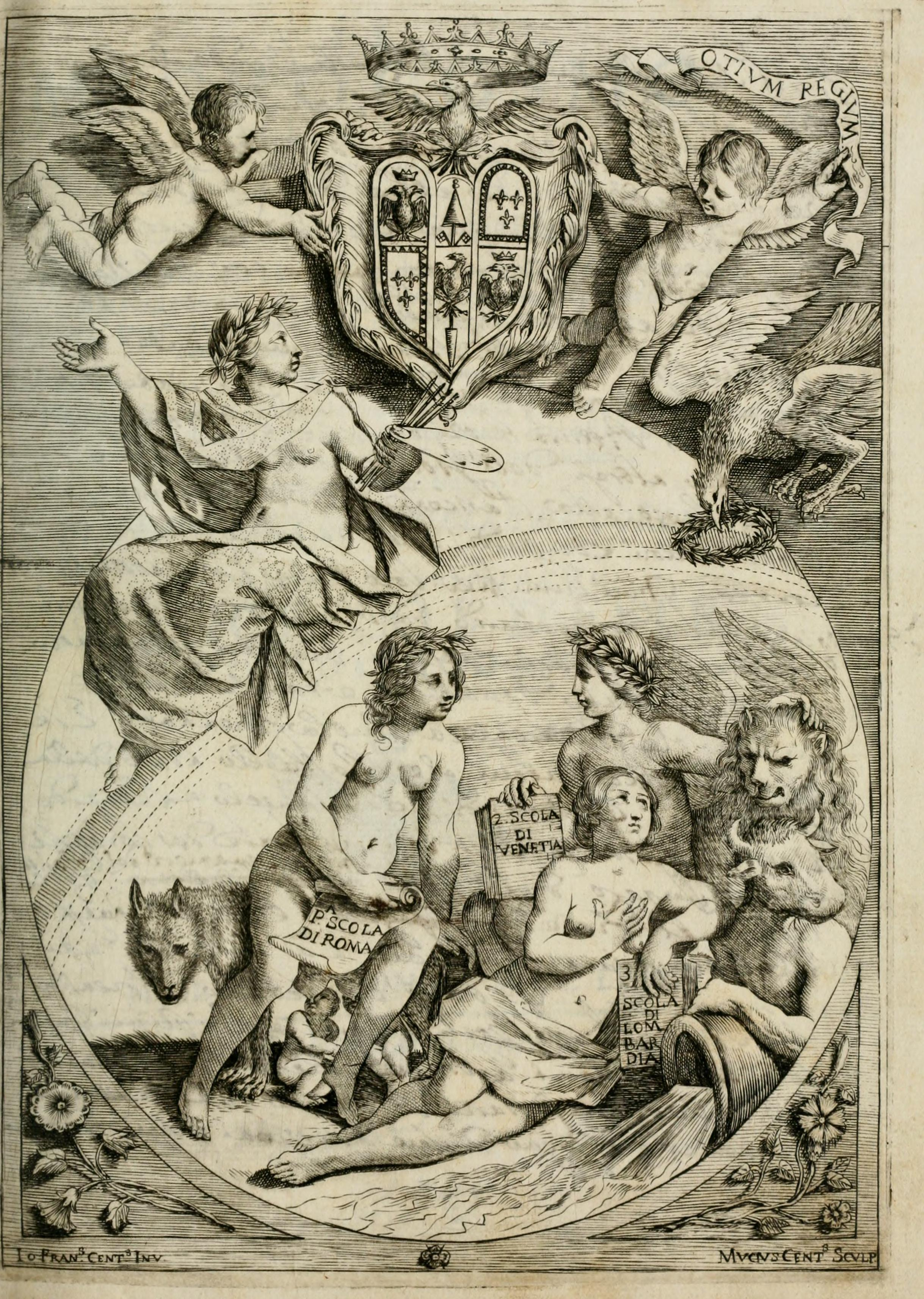
Pagina introduttiva del Microcosmo della Pittura (1657), con le rappresentazioni della scuola toscana, veneta e lombarda

Nato a Forlì, studio all'Università di Perugia, ma, come Giulio Mancini, era più interessato alle arti che all'attività medica. Conosceva personalmente diversi artisti, tra cui Guercino e Guido Reni, che visitò più volte a Bologna. La sua grande conoscenza delle arti e degli artisti fu impiegata dalla famiglia Este: così come Filippo Baldinucci fece per i Medici, Scannelli curò e ampliò la collezione estense, tramite acquisizioni e commissioni di rilievo.
Nel 1657 pubblicò a Cesena il Microcosmo della pittura. L'opera, dedicata a Francesco d'Este, affonda le proprie radici nelle conoscenze di Scannelli in ambito sia medico che artistico, tracciando parallelismi tra gli organi del corpo umani e i maggiori pittori italiani: Raffaello e il fegato, Tiziano e il cuore, Correggio e il cervello, Veronese e i genitali... A differenza di molti trattati contemporanei, Scannelli si distinse per il suo rifiuto di dilungarsi sulle biografie dei pittori, preferendo concentrarsi sulle opere pittoriche, lette nel contesto geografico e artistico in cui venivano realizzate: questo metodo funzionerebbe come una bilancia, "colla quale i lettori di giudicio possano pesare il valore dei migliori maestri della pittura, ed anco conoscerne le differenze".
Ripercorrendo la storia dell'arte italiana dal Quattrocento ai suoi giorni, Scannelli identificava tra grandi scuole di pittura – tosco-romanana, veneta e lombardo-emiliano – individuando in Raffaello, Tiziano e Correggio i rispettivi capiscuola.

## Opere
- Microcosmo della pittura, Cesena, 1657.